# 春江乡
春江乡，是中华人民共和国四川省凉山彝族自治州金阳县曾经下辖的一个乡。2021年1月12日，撤销春江乡，原春江乡田坝村、大卷村、陈家梁子村所属行政区域为芦稿镇的行政区域；幺米沱村、蒲家坪子村所属行政区域划归对坪镇管辖。

## 行政区划
春江乡撤销前下辖以下地区：
春江村、田坝村、大卷村、陈家梁子村和幺米沱村。